# Prasinocyma tandi
Prasinocyma tandi är en fjärilsart som beskrevs av Bethune-Baker 1913. Prasinocyma tandi ingår i släktet Prasinocyma och familjen mätare. Inga underarter finns listade i Catalogue of Life.